# 新山の神トンネル
新山の神トンネル（しんやまのかみトンネル）は、富山県南砺市にある、飛越山地大規模林道大山福光線上の道路トンネルである。

## 概要
- 全長 - 1,430m[2]。
- 幅員 - 車道6.5m、歩道1.5ｍ×2（両側に設置）[2]
- 総工費 - 27億円[2]

住民からの陳情に基づき、1981年10月17日に着工（1982年度から本格着手）し、1990年5月30日に開通し、当時は林道トンネルとしては日本最長であった。東砺波郡利賀村と同郡平村（いずれも現在は南砺市）を隔てる山の神峠を貫き、同トンネル開通および1993年10月14日の利賀 - 平間の道路が全線開通したことで、従来の林道より距離で4km、時間で15分程度の短縮となり、利賀 - 平間のアクセスが大幅に改善された。また、深い谷あいに位置する両村を直接結ぶ唯一の道路であるため、林道としては高規格な造りとなっており、大型車同士の対面交通が可能である。
1992年に当時「日本一の長さの林道トンネル」を持っていた利賀村は、「日本一の高さを持つ林道橋」（龍天橋）を持つ宮崎県日之影町と姉妹協定を結んでいる。

## 山の神トンネル
なお、旧道として山の神トンネル（北緯36度25分24.9秒 東経136度59分40秒 / 北緯36.423583度 東経136.99444度）が現トンネルのほぼ真上に位置する。こちらのトンネル延長は225ｍで、導抗が1964年8月4日に開通。利賀側、平側からともにアクセス可能であるが、路面が荒れているうえに幅員が小さく、また平側は未舗装であるため、自動車での通行は困難である。